# Acheilognathus
Acheilognathus is een geslacht van straalvinnige vissen uit de familie van karpers (Cyprinidae).

## Soorten
Het geslacht kent de volgende soorten:
- Acheilognathus asmussii (Dybowski, 1872)
- Acheilognathus barbatulus (Günther, 1873)
- Acheilognathus barbatus (Nichols, 1926)
- Acheilognathus binidentatus (Li, 2001)
- Acheilognathus brevicaudatus (Chen & Li, 1987)
- Acheilognathus changtingensis (Yang, Zhy, Xiong, Liu, 2011)
- Acheilognathus chankaensis (Dybowski, 1872)
- Acheilognathus coreanus (Steindachner, 1892)
- Acheilognathus cyanostigma (Jordan & Fowler, 1903)
- Acheilognathus deignani (Smith, 1945)
- Acheilognathus elongatoides (Kottelat, 2001)
- Acheilognathus elongatus (Regan, 1908)
- Acheilognathus fasciodorsalis (Nguyen, 2001)
- Acheilognathus gracilis (Nichols, 1926)
- Acheilognathus hondae (Jordan & Metz, 1913)
- Acheilognathus hypselonotus (Bleeker, 1871)
- Acheilognathus imberbis (Günther, 1868)
- Acheilognathus imfasciodorsalis (Nguyen, 2001)
- Acheilognathus intermedia (Temminck & Schlegel, 1846)
- Acheilognathus koreensis (Kim & Kim, 1990)
- Acheilognathus kyphus (Mai, 1978)
- Acheilognathus longibarbatus (Mai, 1978)
- Acheilognathus longipinnis (Regan, 1905)
- Acheilognathus macromandibularis (Doi, Arai & Liu, 1999)
- Acheilognathus macropterus (Bleeker, 1871)
- Acheilognathus majusculus (Kim & Yang, 1998)
- Acheilognathus melanogaster (Bleeker, 1860)
- Acheilognathus meridianus (Wu, 1939)
- Acheilognathus microphysa (Yang, Chu & Chen, 1990)
- Acheilognathus nguyenvanhaoi (Nguyen, Tran & Tra, 2013)
- Acheilognathus omeiensis (Shih & Tchang, 1934)
- Acheilognathus peihoensis (Fowler, 1910)
- Acheilognathus polylepis (Wu, 1964)
- Acheilognathus polyspinus (Holcík, 1972)
- Acheilognathus rhombeus (Temminck & Schlegel, 1846)
- Acheilognathus signifer (Berg, 1907)
- Acheilognathus somjinensis (Kim & Kim, 1991)
- Acheilognathus striatus (Yang, Xiong, Tang & Liu, 2010)
- Acheilognathus tabira erythropterus (Arai, Fujikawa & Nagata, 2007)
- Acheilognathus tabira jordani (Arai, Fujikawa & Nagata, 2007)
- Acheilognathus tabira nakamurae (Arai, Fujikawa & Nagata, 2007)
- Acheilognathus tabira tabira (Jordan & Thompson, 1914)
- Acheilognathus tabira tohokuensis (Arai, Fujikawa & Nagata, 2007)
- Acheilognathus taenianalis (Günther, 1873)
- Acheilognathus tonkinensis (Vaillant, 1892)
- Acheilognathus typus (Bleeker, 1863)
- Acheilognathus yamatsutae (Mori, 1928)